# لورنا شور
لورنا شور (انگلیسی: Lorna Shore) یک گروه دث کور آمریکایی از نیوجرسی است که در سال ۲۰۰۹ آغاز به کار کرد.